# Volkshochschule Meidling
| Volkshochschule Meidling | Volkshochschule Meidling              |
| ------------------------ | ------------------------------------- |
| VHS Meidling             |                                       |
| Daten                    |                                       |
| Gegründet:               | 1996                                  |
| Kurse:                   | Etwa 2000 pro Jahr                    |
| Anschrift:               | Längenfeldgasse 13–15 1120 Wien       |
| Zweigstelle:             | Schönbrunner Straße 213–215 1120 Wien |
| Website:                 | www.vhs.at/de/e/meidling              |

Die Volkshochschule Meidling ist die zweitgrößte Volkshochschule Wiens. Die Zentrale befindet sich in der Längenfeldgasse 13–15 im 12. Wiener Gemeindebezirk Meidling.

## Geschichte
Die VHS Meidling wurde 1996 gegründet und ist damit die jüngste der Wiener Volkshochschulen. Die Kurse wurden anfangs in den Räumlichkeiten der 3. Zentralberufsschule Längenfeldgasse abgehalten. Im Zuge des Ausbaus des Areals der Berufsschule wurde für die Volkshochschule und das Bezirksmuseum Meidling ein eigenes Gebäude eingeplant. Dieses wurde im Frühjahr 1997 von der VHS Meidling bezogen. Mit 1. Jänner 2009 wurden alle Wiener Volkshochschulen, die bis dahin eigenständige Vereine waren, zu einer gemeinsamen GesmbH „Die Wiener Volkshochschulen“ umgewandelt.

## Allgemeines

### Zweite Chance für den Schulabschluss - Hochschulzugang
Ausgehend von der ursprünglichen Idee der Arbeiterbildungsvereine, in denen Wissen und Bildung in einem fortschrittlichen Kontext erworben werden konnte, können Jugendliche und Erwachsene in der Volkshochschule Meidling heute formale Schulabschlüsse nachholen, nämlich den Pflichtschulabschluss und die Matura in Form der Berufsreifeprüfung.

### Pflichtschulabschluss
Die VHS Meidling hat durch intensive regionale und institutionelle Vernetzung (Zusammenarbeit mit dem Bezirk Meidling, dem AMS, dem Sozial- sowie dem Unterrichtsministerium und dem Europäischen Sozialfonds) Lernräume geschaffen, in denen sogenannte „bildungsferne“ Personen aktiv ihre Bildungswünsche und Bedürfnisse erarbeiten können. Entsprechend den Zielen und Voraussetzungen der Teilnehmer bereiten sie sich auf den Pflichtschulabschluss vor oder beginnen mit Basisbildung. 

### Matura für Berufstätige
Die Berufsreifeprüfung, die in Österreich die Durchlässigkeit von Lehrabschluss zum Universitätsstudium ermöglicht, wird in der VHS Meidling ebenfalls seit mehreren Jahren von der Lernplattform Moodle begleitet. Mit dem Einsatz von E-Learning werden die Lernprozesse laufend verbessert.

### Weitere Aktivitäten
Weitere Schwerpunkte der VHS Meidling sind Sprachkurse sowie der Bereich Kunst, Kultur und Handwerk.

#### Longfield Gospel Chöre
Die Kurskategorie „Gesang – Longfield Gospel Chöre“ der VHS Meidling besteht aus den drei Formationen mit insgesamt 360 Mitgliedern und gilt als der größte Gospel-Chor Europas. Die Formationen sind:
- The Longfield Gospel Choir
- The Longfield Gospel Singers
- The Longfield Gospel Workshop
- The Longfield Gospel Experience

Die Longfield Gospel Chöre haben 8 CDs aufgenommen. Die letzten 4 sind:
- 2008 - In Your Hands
- 2010 - Christmas
- 2013 - Songbook
- 2018 - You are Music

Seit 2007 finden jedes Jahr Konzertreisen ins Ausland statt (Polen, Schweden, Dänemark, Deutschland). Für das Konzert von Bobby McFerrin am 4. Juli 2004 in der Wiener Staatsoper wurde der Longfield Gospel Chor als Begleitgruppe ausgewählt und auch bei der Hochzeit von Verona Feldbusch und Franjo Pooth im Stephansdom war der Chor musikalisch vertreten.